# قانون هابل

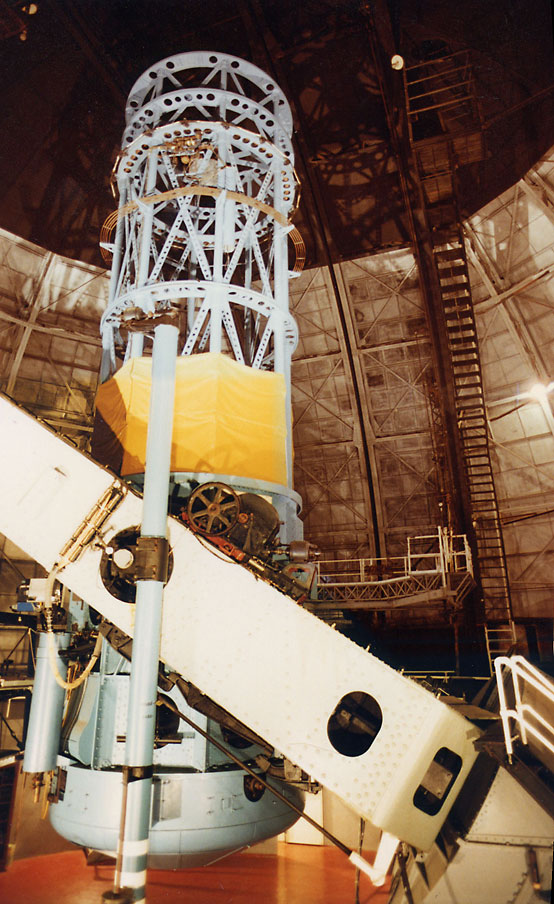
تلسكوب مرصد مونت ويلسون الذي استخدمه إدوين هابل لرصد المجرات، وقاده لصياغة القانون المعروف باسمه.

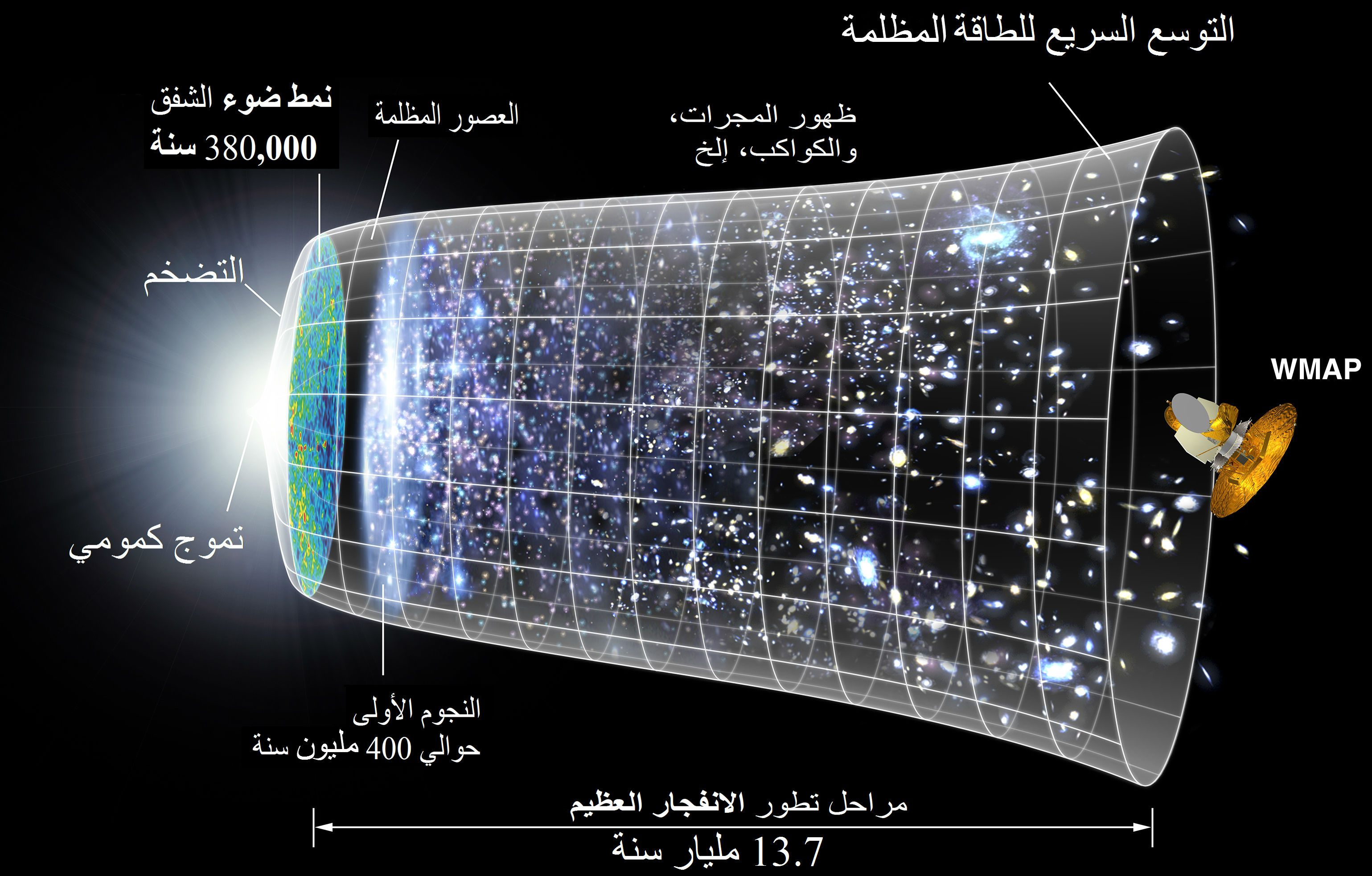
تطور نشأة الكون حتى الآن (توضيح بمقياس رسم اختياري لتمدد الكون ، الثانية 0 إلى اليسار).

قانون هابل  في الفلك (بالإنجليزية:Hubble's law) هو قانون في علم الكون ينص على أن السرعة التي تبتعد بها مجرة من المجرات عنا تتناسب تناسبا طرديا مع المسافة بينها وبين الأرض.

وقد استنبط الفيزيائي والقسيس في نفس الوقت جورج لومتر هذا القانون عن طريق حله ل النظرية النسبية العامة لأينشتاين عام 1927.

ثم تبعه إدوين هابل عام 1929 وصاغ مثيلا لهذا القانون عن طريق القياس العملي لسرعة المجرات وسمي القانون باسمه «قانون هابل» حيث أنه يستند إلى قياسات عملية.

وذلك بعد عدة سنوات من الرصد وتسجيل القياسات، وقد استنتجت سرعة ابتعاد المجرات عنا عن طريق قياس مقدار الانزياح الأحمر الذي نجده عند قياس أطياف تلك المجرات.

وهي تعتبر أول مشاهدة تعتمد على المشاهدة العملية عن طريق التلسكوبات والتي تبين أن الكون يتمدد وهي أحد الإثباتات المعترف بها في وقتنا الحاضر لحدوث الانفجار العظيم منذ نحو 13.7 مليار سنة ونشأة الكون.
تطورت نظرية الانفجار العظيم من ملاحظات واعتبارات نظرية. الملاحظات الأولى كانت واضحة منذ زمن وهي ان السدم اللولبية spiral nebulae تبتعد عن الأرض، لكن من سجل هذه الملاحظات لم يذهب بعيدا في تحليل هذه النتائج. في عام 1927 قام الكاهن البلجيكي جورج لومتر Georges Lemaître باشتقاق معادلات فريدمان-ليمايتري-روبرتسون-ووكر Friedmann-Lemaître-Robertson-Walker equations انطلاقا من النظرية النسبية العامة لأينشتاين واستنتج بناء على ظاهرة استمرار السدم الحلزونية spiral nebulae في الابتهاد عن مجرتنا، مجرة درب التبانة أن الكون لا بد وأن يكون قد بدأ من انفجار «ذرة بدئية»، وهذا ما دعي لاحقا في الأوساط العلمية ب الانفجار العظيم Big Bang.
وفي عام 1929، أثبت إدوين هابل نظرية لومتر بإعطاء دليل رصدي للنظرية. اكتشف هابل أن المجرات تبتعد بعيدا من الأرض في جميع الاتجاهات وبسرعة تتناسب طرديا مع بعدها عن الأرض. هذا ما عـُرف لاحقا باسم قانون هابل. حسب المبدأ الكوني cosmological principle فإن الكون لا يملك إتجاها مفضلا ولا مكانا مفضلا لذلك كان استنتاج هابل أن الكون يتمدد بشكل معاكس تماما لتصور أينشتاين الذي كان يعتقد في كون ساكن static universe.

## ثابت هابل
تقدر أحدث القياسات (مارس 2010) ثابت هابل التي حصل عليها تلسكوب هابل الفضائي بواسطة مسبار ويلكينسون لقياس اختلاف الموجات الراديوية (تقدير ديسمبر 2012 (http://arxiv.org/pdf/1212.5225.pdf)) بـ 69.3 (كيلومتر/ثانية)/(مليون فرسخ فلكي), أي نحو 69.3 كيلومتر في الثانية لكل مليون فرسخ فلكي. (الفرسخ الفلكي = 3,26 سنة ضوئية).
- أي أنه إذا كانت مجرة تبعد عن مجرتنا 3.3 مليون سنة ضوئية مثلا فتكون المجرة تبتعد عنا بسرعة 69.3 كيلومتر/ثانية، أو
- لو كانت المجرة تبعد عنا 33 مليون سنة ضوئية فهي تبتعد عنا بسرعة 693 كيلومتر في الثانية.

إلا أنه توجد أيضا بعض القياسات الأخرى:

## قياسات تعيين ثابت هابل
يهتم العلماء منذ سنين طويلة بالحصول على ثابت هابل بدقة. وهم لذلك يستخدمون أجهزة مختلفة لقياسه، منها تلسكوب هابل الفضائي، ومسبار ويلكينسون لقياس اختلاف الموجات الراديوية WMAP وأيضا قياسات تلسكوب شاندرا الفضائي للأشعة السينية.
يستغل تلسكوب هابل قياس ضوء المتغيرات القيفاوية (هي نجوم نباضة وتتميز بتناسب بين دورة ضوئها (الدورية) وقدر سطوعها)، كما تستغل المستعرات العظمى من نوع a1 كي تشكل «شمعات عيارية».
كما توجد طريقة جديدة لرصد المجرات وهي ظاهرة عدسة الجاذبية، وهي طريقة تمكن من قياس تغيرات سطوع المجرات عند عبور ضوئها أحد عدسات الجاذبية. فعند عبور ضوء مجرة تقع خلف مجرة بالنسبة للمشاهد فإن مسارات ضوء المجرة الخلفية تتأثر بمجال الجاذبية للمجرة الوسطية بحيث تظهر للمشاهد كما لو كانت عدة مجرات وليست مجرة واحدة. فعند تغير سطوع المجرة المصدرة للضوء فإن هذا يغير أيضا من الصور التي يحصل عليها المشاهد. ومن معرفة هذا التغير في درجة السطوع يمكن حساب المسافة بيننا وبين المجرة المصدرة للضوء. وبمعرفة بعدها وكذلك مقدار الانزياح الأحمر والذي يعطي سرعة اتعاد المجرة عنا يمكن تعيين معدل تمدد الكون.
أما الطريقة الثالثة وهي قياسات مسبار ويلكينسون لقياس اختلاف الموجات الراديوية فهي تختص بقياس توزيع الحرارة للموجات الكهرومغناطيسية في نطاق الميكروويف. ويمثل إشعاع الخلفية الميكروني الكوني جزءا تلك الأشعة الكهرومغناطيسية، وما إشعاع الخلفية هذا إلا بواقي التوزيع الحراري بعد الانفجار العظيم مباشرة. فمسبار ويلكينسون يقيس ذلك الاختلاف الضعيف في درجة الحرارة في صفحة السماء، وهي تمثل تشتت الإشعاع الأولي بوساطة المجرات وقت نشأتها وعطينا في وقتنا الحالي صورة لما كان في الماضي.
- وتعطي نتائج تلسكوب هابل الفضائي حاليا أدق قيمة لثابت هابل {\displaystyle H_{0}} المقدار:[5]

{\displaystyle H_{0}\approx (74,2\pm 3,6)\ {\frac {\rm {km}}{\rm {s\cdot Mpc}}}}
- ومن نتائج قياسات أجراها مسبار ويلكينسون لمدة 5 سنوات نصل إلى القيمة:[6]

{\displaystyle H_{0}\approx (70,5\pm 1,3)\ {\frac {\rm {km}}{\rm {s\cdot Mpc}}}}
- ومن تحليل صور تلسكوب هابل التي أجراها باستخدام طريقة عدسات الجاذبية فهي تعطي قيمة لثابت هابل {\displaystyle H_{0}} تبلغ:

{\displaystyle H_{0}\approx (69,7\pm 4,9)\ {\frac {\rm {km}}{\rm {s\cdot Mpc}}}}
حيث: Mpc تساوي مليون parsec أي لكل مليون فرسخ فلكي. (مع العلم بأن الفرسخ الفلكي يعادل مسافة 3.3 سنة ضوئية)

## اقرأ أيضا
- تلسكوب شاندرا الفضائي للأشعة السينية
- مقراب سبيتزر الفضائي
- جورج لومتر
- هيميكو (فقاعة لايمان-ألفا )
- مجرة
- ذراع حلزوني
- نسق هابل للمجرات
- الانفجار العظيم
- خط زمني للانفجار العظيم
- جمال نصر الإسلام
- مصير كون يتمدد
- درب التبانة